# وعل الأرض القاحلة
وعل الأرض القاحلة ( Rangifer tarandus groenlandicus ) هو أحد أنواع الرنة (أو الوعل في أمريكا الشمالية ) يتواجد بشكل أساسي في الأراضي الكندية في نونافوت والأقاليم الشمالية الغربية ، وأيضا في منطقة كيتا في جرينلاند . وعل الأرض القاحلة الذي يعيش في ألاسكا شبيه في شكله بالوعل النيص. وهو حيوان متوسط الحجم ، أصغر حجمًا وأفتح لونًا  من وعل الغابات الشمالية ، حيث تزن الإناث حوالي 90 كيلوغرام (200 رطل) والذكور حوالي 150 كيلوغرام (330 رطل) .ومع ذلك وفي بعض الجزر الأصغر قد يكون متوسط الوزن أقل. تتخذ القطعان المهاجرة الكبيرة من وعل الأرض القاحلة أسمائها من المناطق التي تولد فيها مثل قطيع خليج الملكة مود ، وقطيع جزيرة بافين ، وقطيع باثورت (نسبة إلى خليج باثورت الواقع على طول الساحل الشمالي للبر الرئيسي الكندي) ، وقطيع بيفرلي (نسبة إلى بحيرة بيفرلي في غرب نونافوت) ،  وقطيع بوركيوباين (نسبة إلى نهر بوركيوباين) وقطيع كامانيرجواك (نسبة إلى بحيرة كامانيرجواك).